# Rolf von Bergmann
Rolf von Bergmann (* 8. Februar 1953 in Bad Rothenfelde; † 12. Juli 1988 in West-Berlin) war ein deutscher Fotograf. Er war einer der führenden Exponenten künstlerischer Schwulenfotografie der späten 1970er und frühen 1980er Jahre in Deutschland.

## Leben
Rolf von Bergmann kam nach einem Studium der Sozialpädagogik nach West-Berlin, wo er neben Künstlern wie Salomé und Rainer Fetting zu den Mitbegründern der Galerie am Moritzplatz 1977 gehörte. Diese Galerie war eine sogenannte Selbsthilfegalerie für Künstler, die zu diesem Zeitpunkt noch nicht bekannt waren und hofften, damit in der Kunstszene Fuß zu fassen. In den 1980er Jahren lebte er zeitweise in New York.
Viele seiner Fotos gehörten zu den bedeutendsten Werken künstlerischer Schwulenfotografie seit Ende der 1970er Jahre und ließen ihn in einem Atemzug mit Jürgen Baldiga genannt werden. So lichtete er sich zum Beispiel als Transvestit ab. Die ersten Fotografien von ihm waren Selbstporträts. Sein Markenzeichen war es, viele der Fotos mit Glitter zu überziehen. Aber auch seine später sehr berühmt gewordenen Künstlerfreunde wie Rainer Fetting und Salomé wurden von ihm in verschiedensten Posen fotografiert. Für den deutsch-italienischen Kriegsfilm Der Kommander, unter anderem mit Lee van Cleef in einer der Hauptrollen, war er der Standfotograf.
Der fotografische Nachlass von Bergmanns befindet sich in der Berlinischen Galerie im dortigen Museum für Moderne Kunst. Am 12. Juli 1988 starb er im Alter von 35 Jahren an Aids. Nach seinem Tod malte der Künstler Salomé den Zyklus "Vollbild Aids-eine Kunstausstellung über Leben und Tod" zu Ehren von von Bergmann. 

## Ausstellungen (Auszug)
- Rolf von Bergmann, Galerie am Moritzplatz, Berlin, 1978
- Photographien, Galerie am Moritzplatz, Berlin, 1978
- Moritzplatz, Bonner Kunstverein, 1985
- Vollbild AIDS. Eine Kunstausstellung über Leben und Sterben, Neue Gesellschaft für bildende Kunst, Berlin, 1988/89
- Ich bin's. Selbstbild, Menschenbild, Weltbild, Berlinische Galerie, 2003
- BERLIN – MOSKAU 1950–2000, Martin Gropius Bau, Berlin, 2003/04
- Kunst – Ein Kinderspiel, Kunsthalle Schirn, Frankfurt am Main, 2004
- Die Erfindung der Neuen Wilden – Malerei und Subkultur um 1980, Ludwig Forum, Aachen, 2018/19